# 원점 (1967년 영화)
"원점"은 1967년 공개된 대한민국의 영화이다.

## 배역
- 신성일
- 문희
- 최봉
- 이향
- 이용
- 이해용
- 옥상미
- 조덕성
- 지귀남
- 나애심
- 박민재
- 박기택
- 송재호
- 임해림